# Parc du Couloumé
Le parc du Couloumé est un parc situé dans la ville française d'Auch, dans le Gers.

## Historique
C’est sur ce terrain que des étudiants et des lycéens pratiquent le rugby pour la première fois à Auch.
Champ d’aviation ensuite, le terrain du Couloumé devint un hippodrome jusqu’à la Seconde Guerre Mondiale. Le terrain fut planté de peupliers vers 1960.
En 1979, la commune d’Auch achète la peupleraie pour une surface de 12 ha. Le château du Couloumé devient alors résidence en copropriété.
La transformation de la peupleraie du Couloumé en parc urbain a été décidée par Jean Laborde, député-maire d’Auch, et dessinée en 1987 par Alain Pérès, responsable du service des espaces verts de la mairie. Ce projet d’aménagement a commencé par l’arrachage des peupliers en 1988, puis par les premières plantations (fin de la 1re tranche en 1990).

## Présentation
Le parc se présente comme un parc Sylvestre à l'anglaise de 5 ha, réalisé autour d'un château du XVIe siècle (privé).
Sa composition est établie autour d'une perspective vers la Cathédrale et le centre historique de la ville. Une grande clairière permet les jeux de plein air, les bains de soleil...
Le parc est d'une grande richesse variétale puisqu'il est planté de 450 arbres étiquetés en 257 essences différentes. Il comporte des collections de pommiers (25 espèces), poiriers (11 espèces), prunus (29 espèces), peupliers (24 espèces), saules (23 espèces) et surtout de chênes (50 espèces). Des massifs arbustifs recèlent 33 essences différentes, en particulier des collections de cornouillers et hydrangeas.
Depuis avril 2013, une aire de jeux divisée en trois zones s'adresse à toutes les tranches d'âge : jeux à ressorts, de ponts suspendus, d'araignées, tyrolienne…

## Galerie

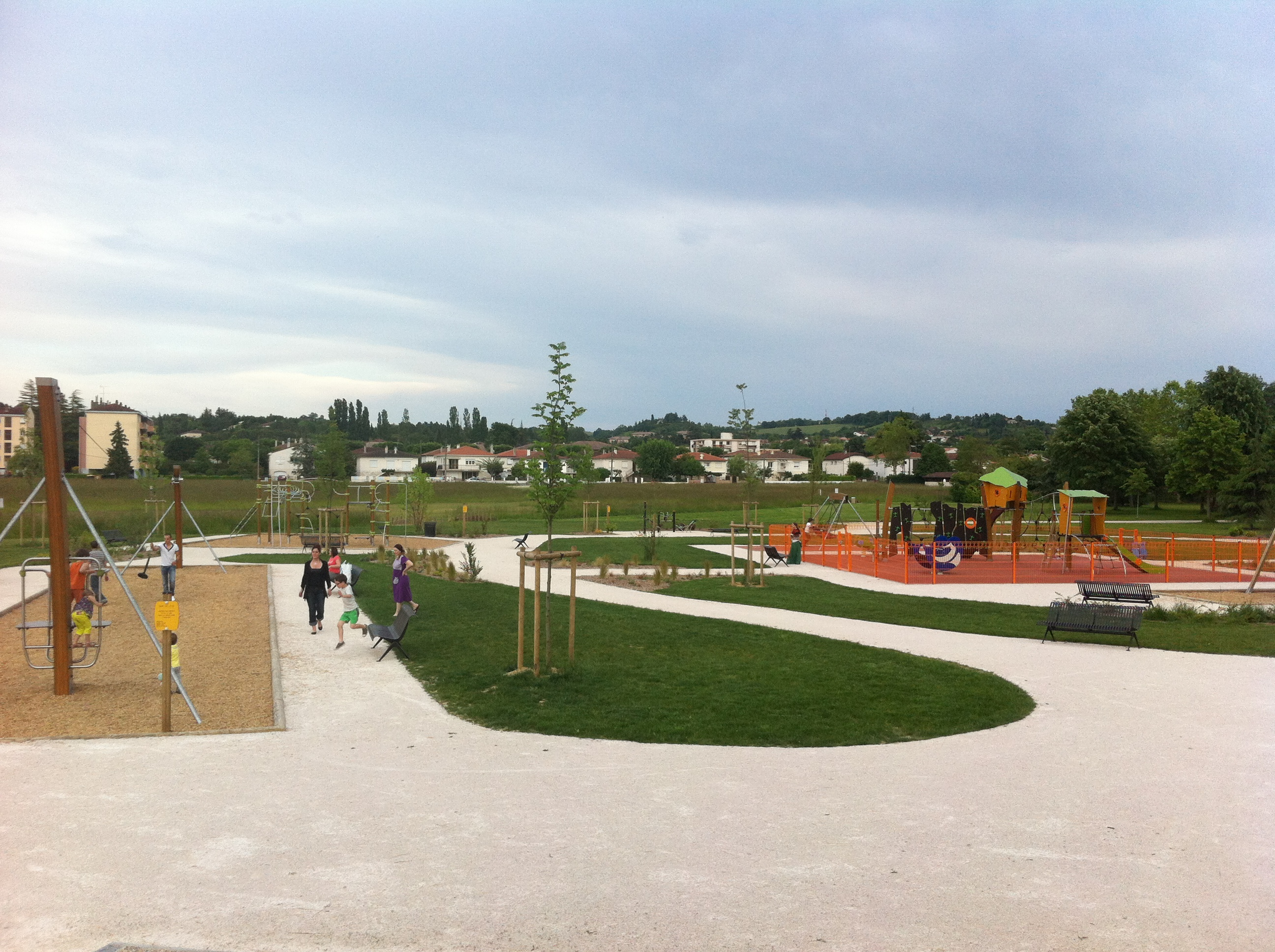
Aire de jeux inaugurée en 2013
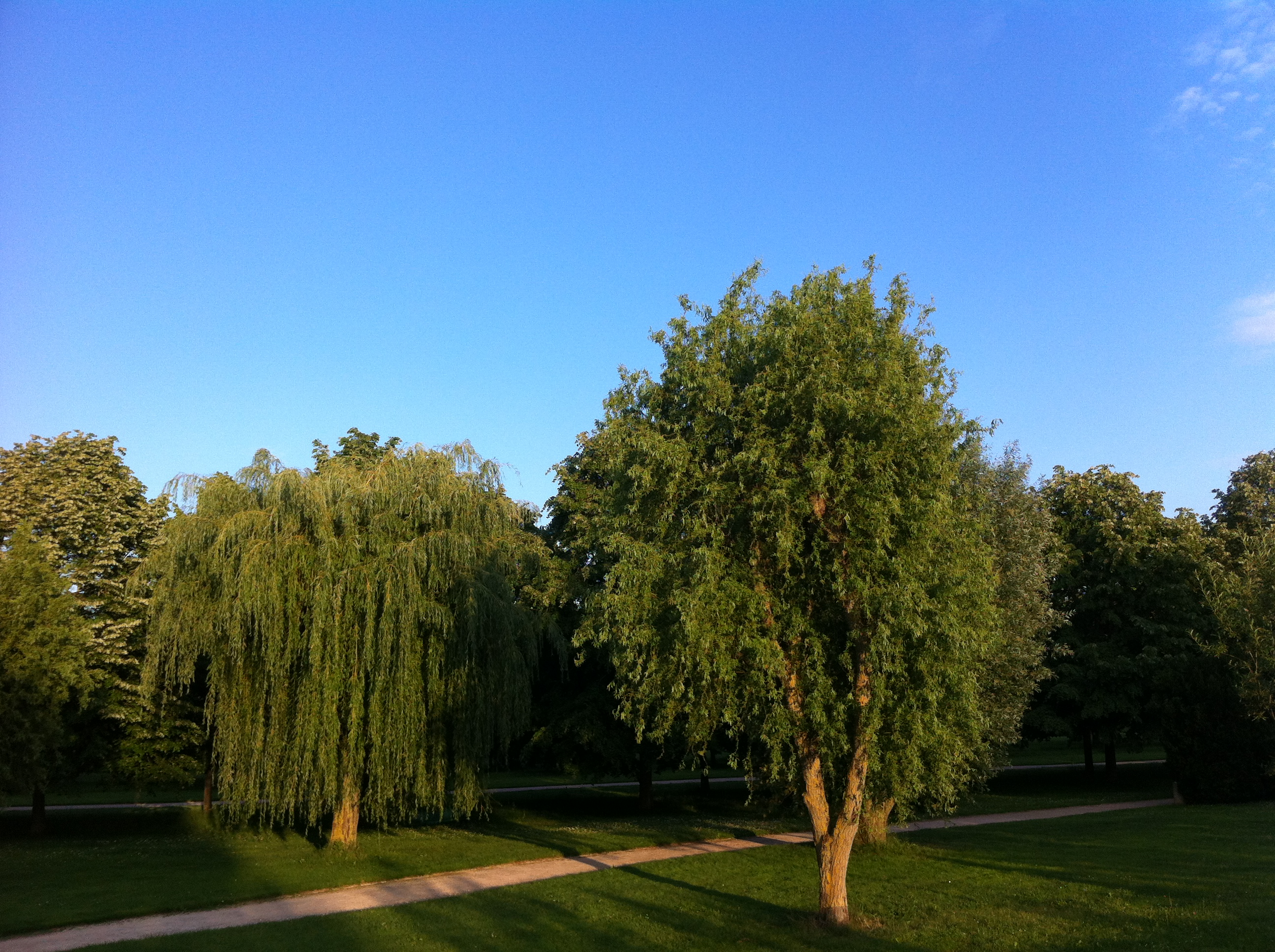
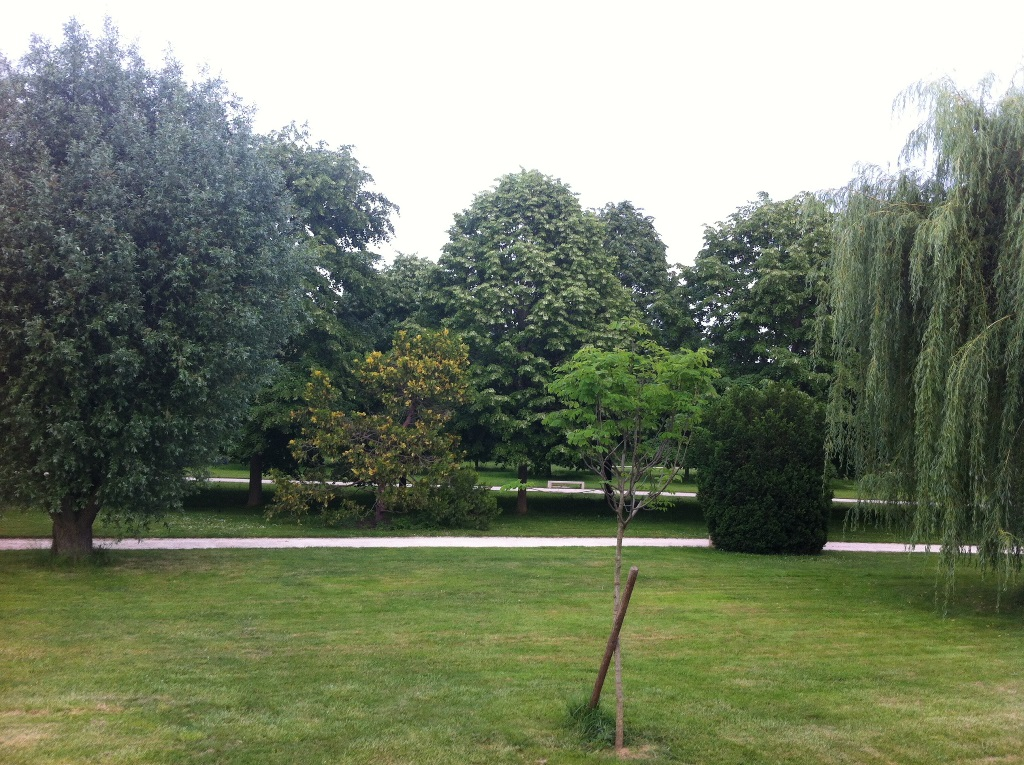